# Calodia paracava
Calodia paracava är en insektsart som beskrevs av Nielson 1982. Calodia paracava ingår i släktet Calodia och familjen dvärgstritar. Inga underarter finns listade i Catalogue of Life.